# Rybiczy
Rybiczy (niem. Fischmeister) - brat krzyżacki zarządzający gospodarką rybną komturii oraz ściągający daniny, które należały się Zakonowi od tych, którzy łowili ryby w należących do niego wodach. 
Zdarzało się, że rybiczy zarządzał osobnym okręgiem, z którego ściągał daniny i czynsze, a nadwyżki odprowadzał do kasy komturii.